# Снеллвілл (Джорджія)
Снеллвілл (англ. Snellville) — місто (англ. city) в США, в окрузі Гвіннетт штату Джорджія. Населення — 20 573 особи (2020).

## Географія
Снеллвілл розташований за координатами 33°51′27″ пн. ш. 84°0′17″ зх. д. / 33.85750° пн. ш. 84.00472° зх. д. (33.857634, -84.004816).  За даними Бюро перепису населення США в 2010 році місто мало площу 27,40 км², з яких 27,07 км² — суходіл та 0,34 км² — водойми.

## Демографія
Згідно з переписом 2010 року, у місті мешкали 18 242 особи в 6550 домогосподарствах у складі 4926 родин. Густота населення становила 666 осіб/км².  Було 7069 помешкань (258/км²).
Расовий склад населення:
| - 61,0 % — білих - 30,0 % — чорних або афроамериканців - 3,3 % — азіатів - 0,3 % — корінних американців - 0,1 % — вихідців з тихоокеанських островів - 2,7 % — осіб інших рас |

До двох чи більше рас належало 2,6 %. Частка іспаномовних становила 7,4 % від усіх жителів.
За віковим діапазоном населення розподілялося таким чином: 24,6 % — особи молодші 18 років, 59,5 % — особи у віці 18—64 років, 15,9 % — особи у віці 65 років та старші. Медіана віку мешканця становила 41,2 року. На 100 осіб жіночої статі у місті припадало 88,9 чоловіків;  на 100 жінок у віці від 18 років та старших — 84,5 чоловіків також старших 18 років.
Середній дохід на одне домашнє господарство  становив 70 868 доларів США (медіана — 60 347), а середній дохід на одну сім'ю — 76 209 доларів (медіана — 63 214). Медіана доходів становила 46 897 доларів для чоловіків та 40 678 доларів для жінок. За межею бідності перебувало 13,3 % осіб, у тому числі 20,2 % дітей у віці до 18 років та 9,1 % осіб у віці 65 років та старших.
Цивільне працевлаштоване населення становило 8568 осіб. Основні галузі зайнятості: освіта, охорона здоров'я та соціальна допомога — 24,5 %, науковці, спеціалісти, менеджери — 15,1 %, роздрібна торгівля — 13,9 %.